# François Brousse
Pour les articles homonymes, voir Brousse.
François Brousse, né le 7 mai 1913 à Perpignan et décédé le 25 octobre 1995 à Clamart, est un poète ésotérique et kabbaliste français, auteur d’environ une centaine d'ouvrages publiés à partir de 1938 : poésie, essais (métaphysiques, astronomiques, historiques, ésotériques), romans, théâtre et contes.
Il est un précurseur des cafés philosophiques qui surgiront un peu partout en France à la fin du XXe siècleInterprétation abusive ?.

## Présentation
Dans la quarantaine de recueils poétiques dont il est l’auteur, François Brousse incarne le rôle du poète qu’il décrit comme le « jardinier de l’humanité » dans une émission radiophonique (1957) : « Depuis, je crois à la mission civilisatrice du poète. Dans le subconscient collectif de l’humanité, il jette des semences de beauté, d’admiration, d’enthousiasme, d’amour ; et ces graines germent lentement ; grâce à elles, on voit se lever le seul progrès véritable, le progrès de l’âme. »
Outre son intérêt pour l’écriture, il est remarqué dans la ville de Perpignan pour animer des entretiens informels sur les places publiques, cafés, herboristeries, cercles spécifiques (Groupe de la Quatrième Dimension-1950, Association France-Inde-1953, etc.) et participe à de nombreuses revues régionales (Madeloc, Sources Vives, Agni, Conflent, Tramontane, etc.).
Son talent d'orateur, sa connaissance, trouvent lieu à se manifester dans des conférences à partir de 1951 et de façon régulière à partir de 1963 d’abord à Prades, puis à Perpignan et ensuite à travers toute la France ainsi qu'à Genève (Suisse, 1990) et Tell el-Amarna (Égypte, 1992). Les thèmes abordés dans ces conférences généralement annoncées dans la presse locale répondent notamment au but qu’il s’était lui-même fixé dès 1945 : « Une de mes missions terrestres consistera à révéler non seulement les clefs de l’ésotérisme hugolien mais encore les arcanes de saint Jean et les secrets de Nostradamus. »
Perçu comme un personnage inclassable et pittoresque de la cité, il se définit comme « un homme tranquille ». Il explique ainsi : « Je préfère méditer plutôt que de rencontrer des gens et des foules. Je veux seulement être lu car j’ai un important message à communiquer. […] Ma mission est de rallumer le flambeau éclatant de la poésie, de la métaphysique et de l’idéal. »
Les quotidiens locaux L'Indépendant, Midi Libre, La Dépêche du Midi ainsi que d’autres supports de presse régionale et nationale lui ont consacré pas moins de 250 articles tandis que les revues périodiques font apparaître plus de trois cents autres articles le concernant de près ou de loin.

## Biographie

### 1923 - 1938: La Poésie Aurorienne

#### Fantaisies(1923-1928)
Enfant unique d’une famille catalane française de Perpignan, François Brousse y déroule une jeunesse studieuse et secrète.
« Maîtrisant déjà les subtilités de la versification et de la langue française, il écrit son premier poème « Soir », « à l’âge de dix ans peut-être. » En virtuose extraordinaire, il commence également à rédiger son premier ouvrage intitulé Fantaisies qu’il dédie à ses « parents bien-aimés » et qu’il terminera à quinze ans : cent cinq poèmes, quelque trois mille vers, trois nouvelles en prose, une quarantaine de dessins et peintures, et déjà ce goût prononcé pour la littérature et tout particulièrement pour la poésie ».

#### Contes du pigeon et de la source–Jasmine(1927)
À quatorze ans, il écrit les Contes du pigeon et de la source traitant de « l’amour aboutissant au sacrifice volontaire de soi-même, c’est-à-dire à l’acceptation de la souffrance et de la mort pour l’être aimé », suivi d’un roman de cape et d’épée, Jasmine, se déroulant à l’époque du roi Louis XIV et de la Révocation de L’Édit de Nantes (1685).

#### «Aurorienne ou chez ma Fée» (1928)
Il faut sans doute aborder le poème « Aurorienne ou chez ma Fée » (date de fin d’écriture, avril 1928) du Livre VIII de Fantaisies pour approcher ce que François Brousse conçoit comme « La poésie aurorienne » (Titre du Livre VIII). « La « divine Poésie », incarnée sous la forme d’une femme à la blonde chevelure, montre au jeune poète, au cours d’un voyage aérien, les œuvres de Ronsard, de La Fontaine, de Victor Hugo et de Leconte de Lisle ». Le poète demande : « Parmi ces quatre esprits, lequel dois je imiter ? » La déesse répond : « Tu jugeras toi-même » :
« Il faut à l’Art pour qu'il soit libre

Tout l’infini de tous les cieux,

Il faut que l’Éternité vibre

À ses élans capricieux. »
Le sens profond de ce long poème (916 vers) est que tout meurt mais que tout renaît aussi, « l’animal, les hommes et les plantes » et même les soleils : « Oui, l’astre immortel est tué ! / Mais l’Infini le fait revivre. » C’est l’idée d’une création permanente, d’une renaissance perpétuelle dans un entrechoquement de mondes en fusion. À la fin de sa vie, François Brousse en présence de ses amis confiera :
« Quand j’étais enfant, mon père m’avait demandé :

- Qu’est-ce que tu veux créer ?

Je lui avais répondu :

– La poésie aurorienne.

Il m’a dit :

– C’est extrêmement ambitieux, car tu penses que l’Aurore n’existe que depuis ta Poésie ?

Et je lui ai dit que l’Aurore est toujours renouvelée, qu’elle se renouvelle encore et encore. Il m’a dit que j’avais raison et qu’il m’aiderait du fond des abîmes quand il aurait pénétré l’infini, l’absolu et l’éternel.»

#### Une Gorgée de Poésie(1928)
Parmi ses sources d’inspiration et d’admiration, très jeune, François Brousse franchit le pas et affiche sa préférence, ce sera Victor Hugo. Elle apparaît déjà dans la préface d’Une Gorgée de Poésie (écrit de mai à août 1928), recueil dédié à Victor Hugo, où il précise que toute âme possède un germe de poésie et que « l’être sans poésie est un être sans âme […] incapable de sentiment surhumain ».

#### La Poésie de Victor Hugo(1935?)
Son carnet sur La Poésie de Victor Hugo, « géant fort surtout par sa douceur envers les humbles », témoigne à nouveau de cette haute conscience poétique. Il laisse flâner ses pensées sur les Odes et Ballades, Les Quatre Vents de l’Esprit, Le Pape, la Pitié suprême, Religions et Religion, L’Âne, Toute la lyre, Dernière Gerbe mais il avoue que « les plus beaux livres de cet immense génie sont Les Contemplations, La Légende des siècles, La Fin de Satan et Dieu. »
Une pensée de ce carnet retient plus particulièrement l’attention révélant à la fois le style impétueux et l’engagement précoce du jeune François Brousse :
« Quand la Mort posa sa main de squelette sur ses paupières, le pays reconnaissant lui fit des funérailles grandioses et lui bâtit une statue d’airain et d’or. Mais quelques moustiques, envieux, gonflés de venin, vinrent tourbillonner autour de la statue et harcelèrent de leurs minuscules piqûres le colosse rêvant sous le ciel lumineux. Un enfant passa. C’était un adolescent que la gloire du Titan, son ancêtre, emplissait de joie et d’orgueil. Il vit l’affreux essaim jeter ses huées autour du front puissant. D’un geste indigné et serein il chassa l’immonde tourbillonnement et s’agenouilla devant le grand insulté. Je serai cet enfant. »
Pour lui, « un peuple sans poète est une terre sans azur ». « L’enfant » incarne cette poésie aurorienne. Le poète naissant souhaite apporter une aurore nouvelle au vieux monde croulant et pourrissant. C’est ce qu’il répètera à la fin de sa vie :
« Le propre des grands poètes, c’est d’apporter toujours quelque chose de nouveau. En apportant quelque chose de nouveau, ils font évoluer leurs lecteurs, car ces lecteurs sont complètement désarçonnés et, étant désarçonnés, ils essaient de trouver la clef du mystère, l’énigme, la grande clef qui nous ouvre tous les paradis. Et ils y arrivent, il suffit tout simplement d’aimer. Aimer est un mot composé de toutes les étoiles » .

#### Les Dieux(1930-1932) –Les Colosses(1932-1938)
Au cours des deux dernières années au Collège-Lycée de Perpignan (1930-1932), François Brousse termine une série de trente-cinq poèmes regroupés sous le titre Les Dieux et commence une série de sonnets sur Les Colosses, présentés ainsi par Jean-Pierre Wenger dans sa biographie François Brousse l’Enlumineur des Mondes :
« Ce recueil développe une source d’inspiration déjà amorcée auparavant : celle prise aux mythologies – grecque principalement – et aux traditions égyptienne, cambodgienne, biblique, hindoue. Ces sonnets baignent leurs strophes dans ces sphères immatérielles où s’exprime l’épopée universelle vécue par l’humanité. Le lecteur est transporté dans le domaine des pures idées rendues si vivantes qu’il en oublie le reste. Il amorce en parallèle Les Colosses, ces génies civilisateurs, Homère, Eschyle, Virgile, dont les carrures démesurées ont exercé une influence décisive sur les peuples. Il est composé de cinquante-sept sonnets. Aucun conquérant n’y prend place. Si la Grèce antique a la préférence de l’auteur, il n’en néglige pas pour autant l’épopée biblique avec Isaïe, Ézéchiel, auxquels par la suite il consacrera des études. Il place aussi parmi Les Colosses certaines gloires latines comme Tacite, Juvénal, Virgile, déjà installées au Panthéon de l’Humanité par Victor Hugo dans la préface de Cromwell. »

#### Julien(1935) –Ganelon(1935?)
À la faculté des lettres de Montpellier où il s’est inscrit en 1932, F. Brousse se lance dans la rédaction de deux épopées : Julien (750 vers, terminée le 14 avril 1935) qui retrace quelques événements de la vie de l’empereur romain Julien (331-363) ; et probablement Ganelon (2060 vers) qui traite de la légendaire Chanson de Roland et de la trahison de Ganelon. Roland mourra dans un destin d’apothéose, en donnant son sang « pour sauver l’univers » afin de maintenir allumée la torche de la sagesse et de la liberté.

#### La Reine du lotus–Les Réveils de Lazare(1936)
« En mars 1936 (ou novembre 1937), François entre dans l’Éducation Nationale d’abord en tant que Maître d’Internat, puis adjoint d’enseignement et, à partir de 1940, il enseigne la philosophie et la littérature dans le Languedoc-Roussillon jusqu’à sa retraite en 1975. Il professera également la cosmographie (1955, 1962). »
« Mars 1936, Hitler répudie les accords de Locarno et réoccupe la Rhénanie qui était démilitarisée. François Brousse pressent les immenses bouleversements à venir dans le poème « La reine du lotus » » qu’il classera parmi les poèmes majeurs de son œuvre » :
« Une Tour s’élève, « Babel, la Triomphale » aux murs puissants dont les blocs sont « pétris avec des ossements. » On peut y voir une des « tours de la nuit », « une concrétion de sinistres dogmatismes écrasant les aspirations humaines vers l’idéal. C’est le rêve totalitaire, la volonté de puissance oblitérant l’amour. »
« Par ailleurs, le 10 août 1936, François finit « Les Réveils de Lazare », une étude prophétique basée sur des textes de Victor Hugo (Les Châtiments et La Légende des siècles), qu’il signe « Charles Amazan ». Il y mentionne le rattachement de l’Autriche à l’Allemagne, la fin tragique de Mussolini, l’écroulement définitif du nazisme, la dislocation de l’empire colonial anglo-saxon et le caractère démocratique des futurs États-Unis d’Europe. »

### 1938 - Rencontre avec Cajzoran Ali
Après cinq années d’études à la Faculté de Montpellier pour le professorat de Lettres et de Philosophie, il entre en activité à l’Éducation Nationale et en 1938 les circonstances le mettent en relation avec Cajzoran Ali, femme nord-américaine de trente-cinq ans, qui dix ans auparavant avait publié à New York un livre sur le yoga, intitulé Divine posture influence upon endocrine glands.
François Brousse relate dans son livre Isis-Uranie  cette rencontre insolite à Béziers et Montpellier, laquelle marque un tournant décisif dans sa vie par l’importance des connaissances transmises, parmi lesquelles une Upanishad inconnue, « L’Hima-Nila Upanishad » ou « l’Upanishad de la Montagne bleue », vaste fresque qui situe l’humanité actuelle – la cinquième race – dans une évolution survolant les millénaires passés et futurs.
Autre révélation de la yogini au jeune poète, les Tarots de l'Inde et de l'Égypte, un ensemble de vingt-quatre figures ou archétypes, représentant à la fois vingt-quatre cycles principaux, vingt-quatre planètes, vingt-quatre religions, vingt-quatre philosophies, vingt-quatre méthodes et aussi vingt-quatre maîtres éternels de l’histoire du monde. « L’inspiration poétique, les rêves, la folie et aussi la fantaisie, le folklore, la mythologie, la religion sont en quelque sorte des reflets de ces archétypes universels que l’on retrouve à travers tous les peuples et qui ont l’air d’être surgis miraculeusement dans une sorte d’harmonie et de concordance et de parallélisme parfaits. […] »

### 1938 -Le Poème de la Terre
Le Poème de la Terre (35 sonnets dédiés à la Terre vivante, 1re éd. 1938) est le premier ouvrage publié de François Brousse. Fulgurante percée du poète inspiré dans la littérature du vingtième siècle, il retranscrit avec une force épique de laves et de comètes digne d’un Homère, les étapes chaotiques de la Genèse de l’Univers, puis celles de la naissance de la Terre à sa dislocation terrible. Il marque sur un marbre inébranlable les positions qu’il défendra toute sa vie, au sujet du but ultime de cette création, avec des sonnets comme « Les réincarnations », « Les génies », « L’idée de Dieu ».
L’auteur commente lui-même « Les réincarnations » : « Un tel sonnet renferme les doctrines découvertes par les sages de toutes religions, le minerai pur de la vérité. Transmigration des âmes, loi du Karma qui courbe les univers, enfin progrès infini de la personnalité indestructible dans la vie sans limite… »
« Que dire encore sur Le Poème de la Terre ? J’entends la voix sonore d’Antoine Orliac qui hier, s’adressant à moi, et posant une main sur l'épaule de François Brousse : – Enfin, voici un vrai poète ! » (JANICOT Albert, Revue Madeloc, no 37, Perpignan, octobre 1955)

### 1939 - 1949: Études historiques
En mai 1939, en prenant appui sur des textes de Victor Hugo, il publie dans la revue Astrosophie l’article « Les tours de la nuit » où il annonce la chute des dictatures fascistes, et cela à quatre mois de l’entrée en guerre de la France et de l’Angleterre contre Hitler.
En 1947-1948, la parution dans la revue Destins (Paris) d’une série d’articles intitulés « Le secret des tombes royales » ayant trait à l’histoire de France, fait apparaître au grand jour les cycles de 1 000 ans et 300 ans que François Brousse révèle et dont les résonances françaises, européennes et mondiales touchent la seconde moitié du XXe siècle et les débuts du XXIe siècle, avec une période critique aux environs de 2015 [± 4 ans].
En 1949, il termine une autre étude historique : La Prophétie des papes, miroir du monde.

### 1942 -Lamennais et le christianisme universel
Lamennais et le Christianisme universel (Paris, Éd. Le Scorpion, 1963). Cet essai philosophique correspond au mémoire de François Brousse sur Raison individuelle et raison générale chez Lamennais. En mai 1942, il termine ainsi avec succès les études commencées depuis plusieurs années à Montpellier avec l’obtention du Diplôme d’Études Supérieures de Philosophie et Lettres.
« Brousse dégage heureusement les grandeurs et les faiblesses, la dualité de vie et de pensée de ce curieux génie ; c’est son mérite de restituer, dans un style clair et d'une grande beauté, le sens et la valeur d’un idéal qu’enflamme le génie. Et son livre, qu’il faut lire et relire parce qu’il bouillonne de passions et foisonne d’idées, parce qu'aussi la poésie y chante, porte notre esprit tellement au-dessus de ses limites habituelles que l’évidence est là : il y a plus qu’un livre, plus qu’un auteur, plus qu’une étude, nous sommes au cœur du grand mystère des choses, dans l’infini de la pensée devant les origines et les fins dernières, devant le porche éblouissant de soleils qui masquent l’éternelle vérité. »

### 1952: Poésie de la Quatrième Dimension
Le 17  juillet 1952 dans le journal Sud Ouest (Bordeaux), paraît un article de R. Cahisa intitulé « À l’inconscient surréaliste substituant le surconscient, François Brousse, philosophe et conteur, fonde le groupe de la Quatrième Dimension. » F. Brousse y est présenté comme un personnage « élancé, maigre, à fortes lunettes ; de ce végétarien doux, patient, optimiste, qui croit à la médecine homéopathique, à l'au-delà, à la métempsycose, qui admire la philosophie hindoue et Gandhi – celui qui se laissait mourir de faim –, on peut dire qu’il est dans la lune, voire dans les planètes transplutoniennes ».
Sont détaillées les positions du penseur vis-à-vis du surréalisme et de la science :
« […] Einstein a fait du temps la Quatrième Dimension de l’espace. Erreur dit Brousse. Au-delà du temps et de l’espace, au‑delà du monde matériel rayonne la Quatrième Dimension qui est un sur-monde. Il faut, pour atteindre ce sur-monde, une véritable discipline intérieure : rejet de toute pensée de haine, culture de l’enthousiasme et du sens esthétique, recherche dans les rêves, pensée métaphysique. »
Cette poésie nouvelle puise son inspiration non pas dans le réalisme morbide et dévastateur du vingtième siècle mais aux sources pures et marmoréennes de l'imagination dont certains poètes s'abreuvent sur les hautes cimes des volcans, avec les ailes du rêve et de la clairvoyance, l’œil lucide et métaphysique de la supraconscience.
« Rejetant les drogues avec leur cortège de folie, de désespoir et de déchéance, Brousse en tant que littéraire, dérobe cette fameuse Quatrième Dimension à la seule investigation des experts scientifiques pour la rendre accessible à tous en la plaçant dans le domaine de l’inspiration. »
Trois clefs sont nécessaires pour ouvrir les portes du sanctuaire de ce sur-monde qui mènent à la Quatrième Dimension : la purification, la méditation et la contemplation.
- Purification du corps, de l'âme et de l'esprit[32], notamment par le végétarisme, la non-violence et la pratique de la bénédiction bouddhique qui consiste à souhaiter que tous les êtres soient heureux dans toutes les directions de l’espace, au nord, au sud, à l’est, à l’ouest, au nadir et au zénith et dans notre être primordial. « Il est nécessaire d’aboutir au végétarisme total. Si vous n'y parvenez pas, vous n’arriverez jamais à connaître l’absolue vérité. C’est une vérité absolue que je vous dis là… », tel est le positionnement de François Brousse[33]
- Méditation des grands textes sacrés, patrimoine de l'humanité.
- Contemplation des chefs-d’œuvre artistiques, Rembrandt, Michel Ange, Mozart, Hugo, etc. Immersion dans la Beauté universelle, évasion spirituelle.

Pour R. Cahisa, François Brousse appartient aussi bien à la lignée des « poètes scientifiques » (Jean de Meung, Vigny) qu’à celle des « poètes ésotériques » (Joséphin Peladan, Trarieux d’Egmont, Maurice Magre).
La suite de l’article traite principalement de l’âme : « L’homme revient s’incarner sur une planète jusqu’au moment où il atteint la sagesse suprême. Alors, il dépasse la roue des réincarnations et rentre dans la joie éternelle. […] C’est le sort de toutes les âmes après plus ou moins de transformations. » Il dote ce Groupe, d’un Manifeste de la Quatrième Dimension dont s’inspirent nombre de poèmes édités entre 1950-1970, parmi lesquels Les Pèlerins de la nuit qui obtient en 1954 le Grand Prix d’Honneur aux Jeux floraux du Genêt d’Or à Perpignan.

### 1954 -François Brousse le poète aux cent visages
En 1954, sous le titre François Brousse le poète aux cent visages (Perpignan, éd. Labau), René Espeut, pour qui « la poésie broussienne ruisselle constamment sur les vapeurs de flamme d’un ésotérisme transcendé », publie la première étude consacrée à l’œuvre poétique de ce dernier.
« Une brillante causerie radiodiffusée, intitulée « François Brousse, l'Alchimiste du Rêve », consacrée au dernier livre du poète, accompagne l'étude qui exalte l’œuvre complète. » (J. D., Revue Tramontane, Perpignan, no 370, juillet-août 1954)

### 1966 - 1989: Le Dieu des philosophes
Dans ses livres comme dans ses propos, la métaphysique de F. Brousse se situe dans le prolongement du déisme philosophique cher à Voltaire, lequel précise :
« L'univers m'embarrasse, et je ne puis songer

Que cette horloge existe et n'ait pas d'horloger. »
Elle admet l’existence d’un Principe conscient, infini, éternel, absolu, source de l’Être et de la Valeur que « faute d’un nom plus grand, on appelle Dieu ». Elle éclaire le parcours humain par l’affirmation d’une âme immortelle qui s’incarne de corps en corps sous la loi souveraine du Karma jusqu’à ce que celle-ci s’identifie au cosmos tout entier dans une démarche de sagesse, d’amour, de puissance, de joie et de beauté.
Dans la lignée des grands penseurs de l’humanité, Platon, Orphée, Pythagore, Hermès, Jamblique, François Brousse affirme l’existence de la métempsycose, nécessaire à ce long pèlerinage nocturne vers les hauteurs éblouissantes de l’immarcescible, et la possibilité pour l’homme de retomber dans le gouffre animal, voire plus bas encore, dans la pierre expiatoire. C’est le sort malheureux des dictateurs et des tyrans, décrit de manière saisissante par Victor Hugo dans le poème « Ce que dit la bouche d’ombre » dans Les Contemplations. Travail prométhéen d’une succession innombrable de vies, de morts, de chutes, de renaissances et d’ascension, mais dont l’issue sera immanquablement le triomphe de l’esprit.
« Fleurir, se faner, refleurir

C'est le destin des enfants d’Ève.

Leur foule passe comme un rêve

C'est l’éclat brûlant des saphirs. »
C’est l’idée qu’il n’existe pas d’enfer éternel – invention des religions –, que tous sont appelés et que tous sont élus, que tous les êtres seront sauvés. Au nom de quel Dieu cruel, l’être humain devrait-il payer un châtiment éternel pour une faute éphémère ? Le Dieu de François Brousse n’est pas le Dieu des religions mais le Dieu des philosophes, celui de la raison et de la sagesse. Il ré-affirme ainsi la grande idée de justice, celle du Karma prôné par les hindous et les philosophes grecs de l’Antiquité, avec la possibilité à chaque instant de transformer celui-ci. Le Dieu des philosophes est un dieu impeccablement juste, « Mais le plus beau saphir de sa richesse immense / Est d’avoir l’infini qui se nomme Clémence. »
Trois forces selon Brousse gouvernent l’univers : la liberté, la fatalité, la providence. L’homme récolte ce qu’il sème. À lui de suivre les sentiers de la grâce en usant intelligemment de son libre arbitre. « La providence est le sourire de Dieu lorsqu’il regarde le genre humain, et qu’il lui montre les chemins de la vie étoilée. »
Pour François Brousse, la souffrance n’est donc pas la loi du monde, mais une purification – hélas – parfois nécessaire : « La douleur nous instruit, la pensée nous transforme. » Afin d’aider cette lente pérégrination des âmes vers le bonheur, des Mages  sillonnent l’histoire des peuples et composent ce que F. Brousse appelle l’Aggartha.
« Pour presser vers le seuil du monde inénarrable

Les pèlerins humains qui marchent à pas lents

Des archanges déploient leur grandiose élan

Portant les nations sur leur aile adorable. »
Au terme d’une analyse rigoureuse amorcée dès sa jeunesse, sa pensée met en évidence les illusions du temps, de l’espace et de la causalité, démarche synthétisée dans « L’illusion de l’illusion».

### 1989 - 1995: Le poète du Transfini
À partir des années 1985-1990, un nouveau style de poésie s'annonce, celle du « Transfini », terme déjà utilisé par le mathématicien allemand Georg Cantor (1845-1918). Pour le poète, « le Transfini est l’union du fini et de l’infini dans une synthèse transcendante : son domaine est celui de l’Illumination. » La poésie est un chemin, une ascension vers l’idéale métamorphose qu’empruntent les pèlerins de la nuit, une véritable voie initiatique, transfigurant l’homme épris de beauté, dans une exaltation transcendante.
« Je monte parmi les étoiles

L'ouragan souffle dans mes toiles 

J'aime les destinées fatales. »
Cette période témoigne d’une exceptionnelle fécondité d’inspiration poétique qui conjugue expression éthérée et épurée jusqu’à la transparence, et lucidité symbolique des domaines où se meut l’expérience humaine.
Sa créativité poétique augmente vertigineusement et pour cause, avec l'écriture de deux à trois poèmes par jour en moyenne et des pavés pour certains de plus de quatre cents pages écrits en un trimestre: La Rosée des constellations (1991), Les Transfigurations (1992), Le Baiser de l’archange (1993), Le Frisson de l’aurore (1993), Les Miroitements de l’infini (1994), L’Homme aux semelles de tempête (1995), Rencontre avec l’Être (1995), et publications  post-mortem avec La Roseraie des fauvettes (1997), L’Idéale Métamorphose (1998), Le Sourire de l’Astre (1998), Le Refrain de l’Absolu (2000).
Dans Le Pas des songes (2001) sont recueillis les ultimes et quelque deux cents poèmes de François Brousse parmi une création de plus de cinq mille de 10 à 83 ans.
 COLOMBES

Colombes, ô blanches colombes, 

Qui voltigez sur les tombes,

Venez boire au creux des dalles 

Une lumière sidérale.

Les morts ne sont pas dans la nuit, 

Ils montent aux cieux éblouis 

Et passent d’éveil en éveil 

Jusqu'à l'insondable soleil.

Ils regardent s’enfuir le monde 

Comme les écumes de l’onde 

Et savourent, amants bénis, 

Les étreintes du transfini.
L’un des derniers poèmes de sa vie traduit l’énorme souci qu’il se fait du devenir de l’humanité et son extrême lucidité teintée d’espoir ultime embrasant tous les possibles :
« Il reste très peu de lustres

Pour rénover le genre humain

Mais cette mission illustre

Embrase tous nos chemins. »
(24 septembre 1995)

## Événements et activités publiques de ou sur François Brousse

### L’activité conférencière de François Brousse (1951-1995)
L’activité conférencière de F. Brousse commence en automne 1951 (Madeloc, no 14, novembre 1951) dans le domaine de l’astronomie. Elle prend plus d’ampleur lors de son séjour à Prades (1961-1965) en entamant un cycle sur le thème de l’Apocalypse (1961-1981), thème sur lequel il s’était fixé d’apporter de nouvelles connaissances dès 1945 (L’Avenir des peuples). Elles ont notamment donné lieu à l’édition de Commentaires sur l’Apocalypse de saint Jean, t. 1 (Clamart, Éd. La Licorne Ailée, 2001).
À partir de 1975, il consacre plusieurs conférences (1976-1978, Prades, Perpignan) à sa rencontre avec des êtres qui ont marqué son parcours : Zorah (1938), le comte de Saint-Germain (1966), Apollonius de Tyane (1927). Son propos étudie d’autres figures historiques qu’il classe parmi les prophètes de l’humanité comme Rama, Jésus, Plotin, Ulrich de Mayence, etc.
Le prophétisme – phénomène qui le fascine depuis 1934 avec la découverte de Nostradamus – est abordé sous un angle élargi en faisant intervenir les idées archétypales des « Tarots » (1972), la Grande Pyramide (1977), des livres comme Asia Mysteriosa (1976), des traditions comme les prophéties du Roi du Monde (1978), des sociétés secrètes comme l’Ordre polaire (1976), les Esséniens (1977).
En 1979 et 1980, F. Brousse commente à profusion les propos de Philippe de Lyon (L’Évangile de Philippe de Lyon, Clamart, Éd. La Licorne Ailée, 1994), Nostradamus, et les grandes prophéties (trois conférences sur la Prophétie des papes, le Padre Pio, etc.) et en juin 1979, il donne sa première conférence à Paris sur « La communication des sens et de l’esprit ». 
À partir de 1980, il publie et exprime publiquement ses voyages au Wesak, effectués au mois de mai de chaque année. De 1982 à 1984, les Proverbes de Salomon retiennent toute son attention (plus de dix-huit conférences à Prades) devant un auditoire captivé par sa finesse psychologique ; il vient à présent régulièrement à Paris, mais il est sollicité à Nîmes, Agde, Toulouse, Poitiers, Montpellier, Strasbourg, Grenoble, etc.
Ses conférences (1984-1990) abordent « l’astrosophie » (sagesse des astres), terme utilisé auparavant par F. Root-Wheler (1929) mais auquel François Brousse donne une envergure pénétrée de cycles, d’ères cosmiques parcourues par les âmes (L'Astrosophie ou la Science divine des étoiles, Paris, Éd. Dervy Livres, 1989).
En 1985, son thème préféré est l’Initiation et aussi – centenaire oblige – Victor Hugo ; en 1986-1987, c’est celui de la comète de Halley, l’Égypte (quatre conf.), la Quatrième Dimension, l’ère du Verseau mais aussi sept conférences sur les religions. F. Brousse consacre également de nombreux propos aux grands Initiés d’Occident (1986-1989) : Pythagore, Platon, Rosenkreutz, Paracelse, Hugo, etc., tout en réservant une place spéciale à Akhenaton depuis 1976 (au moins sept conf.).
Après sa dernière conférence à Perpignan en oct. 1990, il réserve ses propos au public parisien jusqu’à son ultime conférence à Paris, « Le Manifeste de la Quatrième Dimension » en juin 1995.
De ces nombreuses causeries et conférences, il reste un lot de 430 titres.

### France-Indeet François Brousse (1952-1963)
La revue France-Inde est publiée à partir de février 1951 par l’association du même nom, elle-même créée en 1948 à Pierrefitte (région parisienne) et présidée par Gopaljee Samboo. Cette revue paraît de février 1951 (no 1) à 1975 (no 100), trimestrielle ou bimestrielle, et est parrainée par un Comité d’Honneur composé, entre autres, de J.-P. Sartre, de Sanghor, et de G. Duhamel (1954). L’orientaliste Jean Herbert y a écrit plusieurs articles consacrés à la spiritualité hindoue.
Dans France-Inde paraissent une dizaine de poèmes, autant d’articles et une quinzaine de présentation d’ouvrages de François Brousse.
« L'association France-Inde a pour but de développer les relations culturelles entre les deux grandes nations, et la belle province du Roussillon va être une des premières à participer au nouvel essor de l’indianisme. »
En effet, en juin 1952, F. Brousse et C. Van Dyck créent à Perpignan un Comité France-Inde se rattachant à l’association nationale France-Inde. De 1953 à 1963, neuf conférences publiques seront organisées dans ce cadre avec des conférenciers comme Lanza del Vasto (16 novembre 1955)   –  héritier de Gandhi et de Vinoba –  ou le hatha-yogi français catalan de Banyuls, Lucien Ferrer.
Le Comité France-Inde de Perpignan publie le premier numéro du bulletin Agni en 1953 (Revue Agni, Perpignan, no 1-24, 1953-1960).
« Ce bulletin où signent Charles Amazan, Georges Zaclaz et Suryananda – autant de pseudonymes de F. Brousse –, propose des poésies, des textes métaphysiques, des présentations de grands esprits, Jésus, Rama, Hugo, Pythagore, Ganesha, Thalès de Milet. On y trouve aussi des articles dont quelques-uns paraissent dans L’Indépendant ou Midi Libre, comptes-rendus des conférences publiques organisées par France-Inde de Perpignan. Cette revue généralement trimestrielle va s’épanouir pendant sept ans, jusqu’au numéro vingt-quatre. »

### «Hommage à F. Brousse» (1960-1982)
Le 25 octobre 1960, Claude Van Dyck honore le poète à Perpignan à la Maison du Prisonnier avec une conférence « Sous le signe de la Poésie, de la Science et de la Philosophie, François Brousse, astronome, poète et métaphysicien ». Le troisième volet de cette conférence de C. Van Dyck sera publié dans la revue Sources Vives (Perpignan, no 18, hiver 1961).
Claude Van Dyck, ami de François Brousse depuis 1951, donnera quatre autres conférences similaires en hommage à François Brousse. La dernière en date eut lieu à Paris le 25 mai 1982 et s’intitule « Le génie de François Brousse, sous le triple signe de l’Astronomie, de la Poésie, de la Philosophie » en présence d’Arthur Conte (qui fut député des Pyrénées-Orientales) lequel assura l’introduction et la clôture de cette conférence. L’historien et le romancier A. Conte attribue à François Brousse en qui il voit un « passionné des grands mystères de la pensée, de l’inspiration, de l’illumination et de l’univers », la qualification de « plume d’or ».

### «Le Réveil de l’individualisme» - (mai 1968)
En mai 1968, le professeur de philosophie François Brousse signe un article détonnant, paru dans L’Indépendant (Perpignan) le 1er juin 1968, « Le Réveil de l’individualisme » où il rejette toutes les idoles et où il défend farouchement le droit et le devoir de l’individu à être libre et heureux :
« Ce tremblement de terre s'explique par le réveil du géant enseveli : l'individualisme. Pendant un demi-siècle, on a entendu gronder les credo totalitaires qui font de l'obéissance la vertu suprême des États. Courbe la tête, esclave, et tu seras heureux. Mange ta pitance, suis les mots d'ordre du Gouvernement, adore les idoles, oublie ta dignité d'homme libre ! La jeunesse a répondu Non à ce réalisme avilissant. […]. » Le respect de l'individu concret doit remplacer l'adoration des idoles abstraites, capitalisme, marxisme, religion, Diable ou Dieu, toutes avides de massacre ! Évidemment la liberté ainsi conçue devient l'axe imbrisable de l’évolution. Un grand vent purificateur emportera les féodalités économiques ou professionnelles. Je pense notamment à l’Ordre National des Médecins, résidu de l’occupation nazie, ordre dont la dictature s'étend sur tous les praticiens, les empêche de soigner librement leurs malades, et bride l’essor des recherches indépendantes. […] Ni la science, ni le réalisme ne suffisent à rendre les peuples heureux. On a visé le bien-être, on a manqué le bonheur et perdu la liberté. »
La réaction de l’Ordre des Médecins ne se fait pas attendre, avec M. Georges Baillat, Président du Conseil départemental de l'Ordre des Médecins, lequel publie sa réponse  dans le journal L’Indépendant (Perpignan) du 6 juin 1968.

### François Brousse sur les ondes radiophoniques (1979-1989)
Le nom de François Brousse est véhiculé la première fois sur les ondes le 19 mai 1953 lorsque René Espeut prononce une conférence radiophonique, « François Brousse l’alchimiste du rêve », sur les antennes de la Radiodiffusion Nationale en s’appuyant principalement sur le livre de F. Brousse Les Pèlerins de la nuit.
Début janvier 1979, F. Brousse participe à l’émission diffusée quotidiennement par France-Inter « Tout finit par être vrai, une émission qui sort de l’ordinaire », animée par Henri Gougaud et Jacques Pradel (L’Indépendant, 8 janvier 1979).
À partir de 1983, F. Brousse s’exprime plus fréquemment lors d’interviews radiophoniques, principalement sur des ondes locales comme Radio Force 7 et Radio Cap de la Hève (Le Havre, 1983), Radio Midi Soleil (Perpignan, 1983), puis Radio Évasion (Paris, 1985) et Radio Bonheur (Paris, 1986) au Salon des Médecines douces où il avance que « le plus grand des remèdes à tous les maux, c’est la poésie ».
En 1987, en relation avec Martine Roussard qui y assure l’émission hebdomadaire « Conseil en numérologie », Radio Bonheur accueille F. Brousse d’abord pour une interview en janvier, puis au mois de juin pour répondre aux questions des auditeurs dans le cadre d’une émission sur « Le mysticisme aux Antilles ».
De même F. Brousse apparaît en septembre 1988 sur Radio Ici et Maintenant (93,6 MHz) pour des entretiens en direct abordant des sujets comme la religion, la liberté, l’immortalité de l’âme tandis qu’en décembre 1989 l’émission « Science et conscience » le sollicite sur les philosophies de Pythagore, Platon et Plotin, etc.
Enfin, dernier éclat, la poésie de François Brousse sera présente sur cette radio, de mars 1990 à novembre 1990 avec le récital de poèmes « Chants dans l’azur », à raison de vingt minutes chaque mois.

### La presse perpignanaise (1981-1995)
De sérieuses recherches historiques effectuées par Jean-Pierre Wenger  en bibliothèques (La Bibliothèque Nationale de France à Paris, la Bibliothèque municipale de Perpignan, les Archives départementales des Pyrénées-Orientales, les Archives nationales, etc.), ont permis d’exhumer de l’oubli la contribution d’un auteur comme François Brousse au paysage littéraire du vingtième siècle :
36 revues ont ainsi mis en évidence environ 320 articles le concernant de près ou de loin, tandis que 14 journaux ont révélé quelque 240 articles à son sujet. Éléments auxquels il faut ajouter la centaine d'ouvrages de l’auteur publiés à ce jour, ainsi qu’une masse encore conséquente de manuscrits inédits, sans compter les 400 conférences dispensées dans toute la France au cours de sa vie, et d’innombrables autres enregistrements… Tout cela donne la mesure de la dimension prolifique de ce personnage intarissable.
Preuve en est, en 1986, la presse perpignanaise s’intéresse tout particulièrement à François Brousse en lui consacrant pas moins de quatre articles conséquents aux titres évocateurs :
- « François Brousse, un sage de bonne compagnie » (Quéralt Jacques, L’Indépendant, Perpignan, 19 août 1986)
- « L’étoile filante de l’ésotérisme » (Midi Libre, Perpignan, 31 octobre 1986)
- « François Brousse l’anarchiste idéaliste » (Midi Libre, Perpignan, 9 novembre 1986)
- « François Brousse, philosophe et visionnaire » (Midi Libre, Perpignan, 25 décembre 1986)

« Faut-il encore présenter François Brousse ? […] Doté d'une mémoire phénoménale et d'une culture qui l'est tout autant, F. Brousse se démarque en outre de la voyance traditionnelle par cette différence fondamentale dirait quelqu'un : pas de cabinet de consultation, pas de spéculations sur l'avenir. François Brousse procède comme les philosophes grecs voici des siècles. Toujours entouré d'une cour de fidèles, il prêche, énonce, répond aux questions. Cafés, salons de thé, salle de réception des plus grands hôtels perpignanais figurent parmi ces lieux de rencontre privilégiés. Mais son rendez-vous sûr et constant baptisé « le Cénacle » se trouve au rez-de chaussée du 8, rue de la Lanterne, à Perpignan. Là sont décryptées les paraboles de la Bible ou les œuvres de Hugo considéré par le Maître comme le plus grand visionnaire de l'époque moderne. » (Journal Midi Libre, Perpignan, 25 décembre 1986)
D’autres articles ont été retrouvés et présentés lors de l’Exposition « François Brousse, la presse et son œuvre » à la Médiathèque de Perpignan (décembre 2006 – janvier 2007) parmi lesquels :
- « Le philosophe sur la terrasse » (Journal L’Indépendant, Perpignan, 26-08-1981)
- « François Brousse un philosophe prolifique » (Journal L’Indépendant, Perpignan, 22-04-1992)
- « La philosophie dans la rue » (Journal L’Indépendant, Perpignan, 07-11-1990)
- « François Brousse n’est plus » (Quéralt Jacques, Journal L’Indépendant, Perpignan, 2 novembre 1995)

Comment une personnalité aussi connue et incontournable que François Brousse à Perpignan, a-t-elle pu passer à travers les mailles du filet de la presse nationale à l’heure de la mondialisation médiatique ? Le film documentaire François Brousse un sage de bonne compagnie  essaie d’apporter des éléments de réponse à cette situation. Loin de la renommée, du sourire calculé et des compromissions, il n’a eu de cesse de réaffirmer à son entourage que son seul souhait était d’être lu. Peut-être, après tout, croyait-il en « La force du livre » ? Désintéressé, François Brousse dédie son œuvre à l’idéal et à la vie universelle : il « travaille à utiliser les dernières années de sa vie pour réveiller les consciences individuelles ».

### «Hommage au poète roussillonnais F. Brousse» (1982-2005)
« Le 12 janvier 1982, à 21 heures, le Théâtre Municipal de Perpignan propose un spectacle réalisé à partir de l’œuvre poétique broussienne, « nourrie du secret des sphères et des mystères de l’être. » Onze élèves-comédiens du Conservatoire d’Art dramatique de Perpignan vont répéter pendant quatre mois ce spectacle-hommage. « L’événement n’est pas passé inaperçu, il a été couvert par six articles dans L’Indépendant et trois dans Midi Libre. » « La Ville de Perpignan a su honorer un poète et un penseur… »
Lors de la Commémoration en l’honneur des dix ans de la mort du poète roussillonais, le 25 octobre 2005 le Centro Espanol de Perpignan aborde un nouveau spectacle « Le Livre des Secrets » avec huit élèves du Conservatoire de Perpignan, lesquels ont brillamment interprétés des poèmes et des pensées de François Brousse, accompagnés par la douce et apaisante guitare de Francisco Ortiz.

## Aspects novateurs de la pensée de François Brousse

### Études astronomiques
En 1940, dans La Cosmogonie des Pa Koua, Liou Tse Houa envisage l’existence d’une planète « Proserpine » à 10 milliards de kilomètres du Soleil, au-delà de Pluton. En mai 1948 François Brousse signe dans la revue Destins (Paris, no 27) l’article « Pluton et les planètes transplutoniennes » dans lequel il postule l’existence de quatre planètes transplutoniennes, cette même Proserpine, Minerve, Junon, Vesta. Cette hypothèse est basée sur la loi de Camille Flammarion : « Toutes les comètes périodiques ont leur aphélie voisin de l’orbite d’une planète. » (Flammarion Camille, Astronomie Populaire, Livre IV, Chap. IX).
Les découvertes astronomiques ultérieures donneront partiellement raison à ces deux chercheurs puisqu’un corps céleste répertorié sous le nom de « 2003 UB 313 » ou « Xena », est découvert en 2005 par l'Américain Michael Brown sur des clichés datant de 2003 (Augereau Jean-François, « Le système solaire s'enrichit de trois nouvelles planètes », Journal Le Monde, Paris, 18 août 2006).
En 1955, quatre articles conséquents de F. Brousse paraissent dans L’Indépendant, « L’astronomie des origines à nos jours », grande fresque des découvertes astronomiques, ainsi que « À la recherche de mondes nouveaux » où il développe ses propres hypothèses.
De plus, F. Brousse ne reste pas indifférent à l’actualité des O.V.N.I. dont la presse – plus de quinze articles sur le sujet dans L’Indépendant – se fait l’écho entre 1952-1954 : « Des objets volants non identifiés, comme disent les Américains, ont sillonné notre atmosphère au nez et à la barbe des officiels. Ce grand carrousel a bouleversé les populations. » (Brousse François., « Soucoupes volantes à travers les âges », Midi Libre, Perpignan, 4 janvier 1955). Il n’hésite pas à considérer comme plausible l’existence d’une vie sur Mars avec son article : « Mars est-il habité ? Pourquoi pas ? » (Journal L’Indépendant, Perpignan, 30 novembre 1954). Cette éventualité d’une autre planète habitée dans le système solaire est envisagée dans La Lune fille et mère de la Terre, avec des explications avancées pour comprendre l’énigmatique relief lunaire (Revue Sources Vives, Perpignan, no 5, 1958).
En 1958, toujours selon la même loi de C. Flammarion, F. Brousse 
agrandit la famille planétaire avec deux « trônes de ténèbres », Bacchus et Hercule, respectivement à 54,6 et 128 milliards de km du Soleil (Revue Agni, Perpignan, no 18) et, natalité débordante, il propose en 1960 – dans son livret De Pythagore à Camille Flammarion (Revue Sources Vives, Perpignan, no 14) qui reprend et augmente ses précédents articles de presse – une planète nommée Flora à 30 milliards de km du Soleil, rejoignant par-là même une des hypothèses du sismologue italien Bendandi, formulée en 1952.
À la fin de sa vie, toujours présente à son esprit, il élargit la composition du système solaire à vingt-quatre planètes dont il précise les distances et durées de révolution dans La Trinosophie de L’étoile Polaire (Clamart, Éd. La Licorne Ailée, 1990) en prenant en compte l’analogie, les nombres nucléaires et les vingt-quatre arcanes du Tarot.

### Pythagore / Lucidité scientifique
S’il est un livre à lire de François Brousse, c’est celui sur la vie et les mystères de Pythagore : Une Torche aux astres allumée, troublant de révélations.
Dès les premières lignes du premier chapitre, on y apprend que Pythagore eut cet « inestimable honneur » de dévoiler « l’idée de la transmigration des âmes, clef du monde », « vérité fondamentale », aux peuples de l’Hellénie ; qu’« Empédocle, Eschyle, Platon, Virgile, Ovide, Porphyre et Jamblique burent à longs traits dans cette source de sagesse éternelle » ; qu’il eut pour maître « le sage Phérécyde, philosophe visionnaire » ; qu’il partit à la recherche de la vérité en Égypte où il vit « le soleil de minuit et la face d’Hermès », qu’il rencontra Ézéchiel en Chaldée, effusion titanesque de « deux pôles du monde », qu’il explora « les sanctuaires secrets de l’Inde » où il « connut les véritables sages, les hommes parfaits » et qu’enfin, « il voulut visiter les sages de l'Occident, les druides aux faucilles d'or » tout pleins de « la parole d’Ogmios ».
On y apprend aussi que Pythagore fut tour à tour, Aetalide fils de Mercure conducteur d'âmes, Euphorbe un héros troyen, Hermotime de Clazomène, Pyrrhus un pêcheur de Délos, fasciné par cette « île sacrée ».
Dans Une Torche aux astres allumée, François Brousse remet en cause une des bases de la science de cette époque : l’impossibilité pour une particule d’égaler et encore moins de dépasser la vitesse de la lumière.
Or ce seuil infranchissable est pulvérisé en 1996 : « La physique moderne tient la vitesse de la lumière pour une barrière infranchissable. Un laboratoire allemand a pourtant réussi à faire voyager une particule 4,7 fois plus vite que la vitesse de la lumière. »
Après avoir anticipé cette étape, François Brousse signale la suivante dans le même ouvrage : « Une fois franchie la muraille lumineuse, Temps et Matière changent de dimensions. Le Temps, après avoir atteint le point zéro, va s’inverser et repartir dans le passé. Il entre dans la série des nombres négatifs. Il part de l’avenir et se meut dans l’aboli. L’Antimatière est précisément une matière prise dans le filet du temps inverse. »
Sa pensée perspicace propose par ailleurs une audacieuse lignée de transformations : « La matière se transforme en énergie, l’énergie en désir, le désir en pensée, la pensée en éternité. »

### Les mondes parallèles
À côté de l’idée de réincarnation et de métempsycose et sans entrer en conflit avec elle, coexiste celle des vies parallèles : dans les milliards de systèmes solaires des abîmes de l’illimité, il existe des « Terres » semblables à la nôtre, avec des vitesses de rotation différentes de la nôtre et habitées par des humanités semblables à la nôtre.
Sur ces « Terres » parallèles, parmi ces humanités, des formes de Moi, différentes et pourtant rattachées à mon être multiple, déroulent leurs vies parallèles : j’y exerce un métier souhaité et non réalisé ici ; j’y habite le pays que je préfère ; j’y épouse un(e) autre conjoint(e) ; j’y rencontre tel peintre célèbre que j’admire ; je participe à telle expédition inenvisageable ici ; j’accède à des livres disparus ici, etc. Ainsi chacun des souhaits enfantés ici est réalisé dans l’un de ces mondes parallèles, et cela, en ce moment, maintenant.
L’intérêt des vies parallèles, au nombre symbolique de 777 aux dires de François Brousse, est au moins double. D’abord il participe à la suppression de toute frustration ici même, par la satisfaction sur d’autres plans, quand on arrive à le ressentir profondément. Est-ce une consolation à peu de frais ? « Pourquoi voulez-vous que cela coûte cher ? Dieu donne tout pour rien », rétorque François Brousse. En admettant des existences dans l’étendue et non plus dans la durée, les « vies antérieures » ne sont plus successives, elles sont simultanées. Dans le cas d’une vitesse de rotation de planète parallèle plus lente que la nôtre, cette vie parallèle se déroule dans ce qui est considéré comme appartenant à notre passé. De même, si la vitesse de rotation d’une planète parallèle est plus rapide que la nôtre, alors cette vie parallèle se situe dans ce qui est considéré être notre avenir. Ainsi un esprit aiguisé expliquera rêves prémonitoires et signes comme des communications de ce monde dit « futur » vers notre monde dit « actuel ».
Les mondes parallèles sont une voie d’accès à la quatrième dimension et invitent la conscience du « Ici et maintenant » à considérer le « Partout et toujours ». Ils supposent que l’âme est Une et multiple ; ils sont comparables à un totem à 777 visages superposés les uns au-dessus des autres ou encore à un immeuble à 777 étages, chacun occupé par un des 777 « Moi ».
« Le réel est étroit, le possible est immense », disait Alphonse de Lamartine auquel répond François Brousse : « Je ne suis pas un réel isolé, je suis tous les possibles réalisés. »

### Victor Hugo, prophète méconnu
Dès l’âge de quinze ans, François Brousse est admiratif de Victor Hugo à qui il consacre l’opuscule La Poésie de Victor Hugo. Par la suite il découvre la stature de prophète de Victor Hugo, lequel prévoit de son vivant la Première Guerre mondiale avec notamment deux vers fulgurants : « Verdun, premier rempart de la France alarmée » ; « Enseignons à nos fils à creuser des tranchées. »
Son exploration approfondie de l’œuvre hugolienne lui permet de publier dans la revue Astrosophie de mai 1939 l’article « Les tours de la nuit » où il annonce la chute des dictatures fascistes. Il lui semble d’ailleurs facile de reconnaître le führer Adolf Hitler : « […] Un être aux yeux de loup, homme par la moustache […] » dans les aperçus saisissants qu’en donne Victor Hugo dans « La Vision de Dante » au cœur de La Légende des siècles, où est décrite en traits de flamme l’image d’un despote monstrueux. Pour compléter le paysage historique, dans Les Châtiments, surgit la diatribe intitulée « Ad Majoram Dei Gloriam » où la trinité pétainiste « Travail, Famille, Patrie » est magistralement entrevue : « Prêtres, nous écrirons sur un drapeau qui brille / Ordre, Religion, Propriété, Famille. »
Dans son essai Les Secrets kabbalistiques de Victor Hugo qui aborde avec pertinence les notes intimes du poète, François Brousse présente Victor Hugo comme une personnalité prodigieuse, centaure de l'infini, Janus de l'incroyable, sirène de l'océan des cieux, sphinx tétramorphe couché au bord des gouffres, tel apparaît ce maître indéchiffré où tous les fleuves de l'inspiration font confluer leurs flots aux tumultes de gloire et de ravissement [...]

### Cycles et prophéties
L’aspect cyclique des événements régente la vie de l’homme, des peuples, des humanités, du cosmos. À cet aspect se rattache son optique des vies successives, processus par lequel l’homme acquiert la plénitude de son idéal dans les domaines de la Sagesse, l’Amour et la Beauté, et dont l’acquisition signe la fin de ses retours sur la Terre.
« Les cycles régentent le tourbillon de l'atome et l'envol colossal des galaxies. […] L’histoire, comme toutes les disciplines, rampe sous la loi des rythmes. L'homme respire. L'humanité – qui est un Grand Homme – respire également. Connaître les respirations de l'histoire, c'est posséder les clés de l'avenir. C'est la marque des vrais prophètes depuis Daniel jusqu'à Hugo – en passant par Nostradamus. » (Brousse François, Nostradamus ressuscité, t. 2, Clamart, éd. La Licorne Ailée, 1997, p. 62)
François Brousse entre sur la scène de la prophétie en mai 1939 avec la parution de l’article « Les tours de la nuit » dans la revue Astrosophie (Nice, no 5). Cet article, résultat de sa méditation enthousiaste des textes hugoliens, prophétise le paysage du second conflit mondial et son dénouement, l’écroulement du fascisme.
Dans les années 1940-1945, sa fréquentation assidue de Nostradamus aboutit à la découverte de cycles historiques, lesquels non seulement confirment ses précédentes conclusions mais aussi précisent l’année de la fin de la guerre, 1945.
Sous le pseudonyme de Charles Amazan, François Brousse reprend à son compte dès 1945 la grande prophétie et espérance de Victor Hugo concernant la construction européenne dont il se fera le chantre (L’Avenir des peuples, Perpignan).
Dans la même lignée des cycles, son article « Le secret des tombes royales », paru dans la revue Destins (Paris, no 16-27, mai 1947-mai 1948), révèle, à travers l’histoire des rois de France, le devenir de l’humanité avec une période très critique aux environs de l’an 2015.
Les cycles sont-ils des forces dont il est impossible de se dégager ? La réponse est nuancée :
« Un homme seul est libre, il peut braver la force des étoiles ; mais une nation, une race, une collectivité est toujours esclave, elle subit les caprices du ciel. À peine le libre arbitre peut retarder de quelques années les fatales catastrophes. Cependant, un gouvernement lucide et animé d’un sincère pacifisme peut circonscrire l’incendie. Dans ce cas la flamme guerrière, au lieu d’embraser le monde, agonise dans une entreprise coloniale. » (Brousse François, Destins, no 14, mars 1947)
En 1949, il rédige La Prophétie des papes qui dormira une trentaine d’années avant d’être publié en 1981 ; le nombre réduit des papes de l’avenir corrobore, à ses yeux, la fin prochaine de l’humanité. En 1965, il fait paraître Les Clés de Nostradamus (Revue Sources Vives, no 32, Perpignan) où il annonce avec quatre ans d’avance, le départ du Général de Gaulle en 1969.
Sa fascination pour les prophéties le conduit à scruter un grand nombre de textes obscurs comme les prophéties de Frère Johannès, Sainte Odile (1940), Isaïe (1967), Plaisance (1967), Saint Kosmas de l’Étolie, le Padre Pio (Conférence, Perpignan, 1979), le secret de Fatima (1977, 1980), etc., dont certains commentaires figureront dans La Septième Erreur de l’humanité (Clamart, Éd. La Licorne Ailée, 1991).
Au début des années 1980, à l’aspect cyclique, il adjoint la numérologie en utilisant la « somme théosophique » d’une année quelconque pour obtenir une méthodologie prophétique originale. Ainsi, lors de l’hiver de chaque année, il a plaisir à formuler des prophéties pour l’année qui commence. Celles-ci sont parfois publiées : Journal Midi Libre (Perpignan, 30 décembre 1985, 27 décembre 1986, 4 février 1987), revue L’Inconnu (Paris, no 117, févr. 1986), etc.
François Brousse s’insurge avec force contre le pessimisme ambiant qui « pressent » une guerre mondiale pour 1983-1984 (Revue L’Inconnu, Paris, 1980 – magazine Paris-Match, Paris, 1982) ; il s’insurge également contre les interprétations erronées de Nostradamus (« Le Pape sera-t-il assassiné à Lyon ? », dans Le Monde inconnu, Paris, no 75, sept.1986). Enfin, suprême regard, il annonce l’année de son décès vingt-trois ans à l’avance.

### Fête annuelle du Wesak
Au cours des années 1981-1995, François Brousse publie les comptes rendus des expériences qu'il fait lors des fêtes spirituelles bouddhiques du Wesak, lesquelles célèbrent aux mois de mai, les trois événements capitaux de la vie de Bouddha (sa naissance, son éveil et sa mort). Outre les vingt-quatre mages dont l’humanité a gardé le souvenir civilisateur et qui œuvrent sous l’impulsion de Sanat Kumara à partir de l’Himalaya non pas physique mais spirituel, astral, participent à cet événement tous ceux en mesure de s’y transporter en esprit. S’y manifeste aussi Amida Bouddha – une des étoiles du Panthéon bouddhique – en délivrant un message à portée universelle.

### Astrologie amalécite
En tenant compte de la précession des équinoxes, François Brousse préconise une nouvelle astrologie, appelée « astrologie amalécite » dans laquelle le Soleil rétrograde de deux signes, décrite plus précisément dans le livre de Dan Languillier, Alpheratz le Navire des étoiles.

### L'Arbre de vie et d'éternité
« La Kabbale, science des analogies universelles, lien d’or et d’acier entre les lettres, les nombres, les idées, les constellations, les planètes, les couleurs, les sons, les saveurs, les odeurs, les phénomènes tactiles, les formes géométriques, déploie comme un temple hindou une forêt de piliers, à la fois colossaux et magiques. […] Si l’hébreu est magnifique, le sanscrit est surhumain, le grec est sublime, le latin est divin, et le français accepte, dans le lac merveilleux de son essence linguistique, le reflet du Soleil des soleils. » Dès lors François Brousse établit une gématrie française de telle façon qu’à chaque lettre corresponde un nombre, selon l’échelle habituelle fixée par la coutume, puisée aux profondeurs de la pensée cosmique : A = 1 ; B = 2, etc.
« Pour obtenir le nombre d’un mot, il suffit d’additionner la valeur de toutes les lettres, et l’on aboutit à la somme secrète, le murmure occulte. À ce moment, surgit un nouveau procédé : la correspondance avec les vingt-deux lames majeures du Tarot, ce livre aux pages merveilleuses. »

### Le Yoga polaire
Ayant reçu au cours de circonstances particulières en 1938, 1953 et 1966 un ensemble de méthodes alliant méditations, respirations et visualisations, François Brousse les a synthétisées dans Le Yoga polaire dont il décrit ainsi les forces insoupçonnées : « À travers la totalité de ces méthodes on peut, je le répète, dépasser en une seule vie la roue des réincarnations, s’élancer à la conquête de l’immortalité qui brûle tous nos karmas et nous hausser jusqu’à la gloire infinie du plan divin. Il faut se découvrir Soi-même au fond de soi-même. »

## Œuvre littéraire
L’œuvre littéraire de François Brousse est consultable à la Bibliothèque nationale de France et tous les livres de François Brousse sont disponibles auprès de l’association La Licorne Ailée.
Les Éditions de la Licorne Ailée ont été créées en 1982 afin de promouvoir et de diffuser l’œuvre de François Brousse.
Par conséquent les ouvrages antérieurs à 1982 ont généralement été publiés une première fois par un autre éditeur ou à compte d'auteur puis réédités par les Éditions de la Licorne Ailée. Sauf mention contraire, les ouvrages postérieurs à 1982 ont été édités par cette maison d'édition.

### Poésie
François Brousse a écrit plus de cinq mille poèmes dont la quasi-totalité a été publiée et rassemblée en une trentaine d'ouvrages répertoriés ci-dessous.
- Le Poème de la Terre, Carcassonne, Imp. de Gabelle, 1938
- La Tour de cristal, Saint-Étienne, Intellectuels Réunis, 1939 ? [1] (2e éd. 1950)
- Chants dans le Ciel, (lieu ?), 1940 ? [2] (2e éd., Nîmes, Imp. Nouvelle, 1943 ; 3e éd., Imp. Labau, Perpignan, 1957)
- À l’Ombre de l’Antéchrist – Poèmes écrits sous l’occupation allemande, Imp. Sinthe & Co, Perpignan, Achevé d’imprimer le 25 janvier 1945
- Le Rythme d’or, Paris, Éd. Debresse, 1951
- Rama aux yeux de lotus bleu, Béziers, Imp. Édition et Publicité Sodiep, 1952 (2e éd., La Licorne Ailée, 1983)
- Les Pèlerins de la nuit, Perpignan, Imp. Labau, 1953
- L’Enlumineur des mondes, Paris, Éd. Janus, 1954
- La Harpe aux cordes de Lune, Perpignan, Éd. Marcel Viers, 1957
- L’Éternel Reflet, Revue Sources Vives, No 27, Perpignan, 1963)
- Hymne à la joie, Revue Sources Vives, No 31, Perpignan, 1964
- Voltiges et Vertiges – Sonnets psychédéliques, Perpignan, Imp. Labau, 1970
- De l’autre cygne à l’un, Perpignan, Imp. Labau, 1973
- Murmures magiques, Perpignan, Imp. Labau, 1975
- L’Angélus des rêves, Paris, Éd. Saint-Germain-des-Prés, 1978 (2e éd., La Licorne Ailée, 1989)
- Ivresses et Sommeils, Perpignan, Imp. Labau, 1980 (2e éd., La Licorne Ailée, 1989)
- Au royaume des oiseaux et des licornes, Levallois-Perret, Éd. La Licorne Ailée, 1982
- Orphée au front serein, Clamart, Éd. La Licorne Ailée, 1984
- Œuvres poétiques, t. 1, Clamart, Éd. La Licorne Ailée, 1986, comprenant :

Le Poème de la Terre
La Tour de cristal
Chants dans le ciel
À l’ombre de l’antéchrist
Le Rythme d’or
Les Pèlerins de la nuit
L’Enlumineur des mondes
La Harpe aux cordes de lune
L’Éternel Reflet
Hymne à la joie
- L’Aigle blanc d’Altaïr, Clamart, Éd. La Licorne Ailée, 1987
- Œuvres poétiques, t. 2, Clamart, Éd. La Licorne Ailée, 1988, comprenant :

Voltiges et Vertiges
De l’autre cygne à l’un
Murmures magiques
- Le Graal d’or aux mille soleils, Clamart, Éd. La Licorne Ailée, 1989
- La Rosée des constellations, Clamart, Éd. La Licorne Ailée, 1991
- Les Transfigurations, Clamart, Éd. La Licorne Ailée, 1992
- Le Baiser de l’archange, Clamart, Éd. La Licorne Ailée, 1993
- Le Frisson de l’aurore, Clamart, Éd. La Licorne Ailée, 1993
- Les Miroitements de l’infini, Clamart, Éd. La Licorne Ailée, 1994
- L’Homme aux semelles de tempête, Clamart, Éd. La Licorne Ailée, 1995
- Le Chant cosmique de Merlin, Clamart, Éd. La Licorne Ailée, 1995
- Poèmes de mon lointain matin, Clamart, Éd. La Licorne Ailée, 1995
- Rencontre avec l’Être, Clamart, Éd. La Licorne Ailée, 1995
- La Roseraie des fauvettes, Clamart, Éd. La Licorne Ailée, 1997
- L’Idéale Métamorphose, Clamart, Éd. La Licorne Ailée, 1998
- Le Sourire de l’astre, Clamart, Éd. La Licorne Ailée, 1998
- Fantaisies, Clamart, Éd.  La Licorne Ailée, 2000
- Le Refrain de l’absolu, Clamart, Éd. La Licorne Ailée, 2000
- Le Pas des songes, Clamart, Éd. La Licorne Ailée, 2001
- Vers l’Ailleurs – Anthologie poétique, Clamart, Éd. La Licorne Ailée, 2005
- Le Rire des dieux, Clamart, Éd. La Licorne Ailée, 2006
- Les Jardins de la reine, Clamart, Éd. La Licorne Ailée, 2006
- Vie lyrique, Clamart, Éd. La Licorne Ailée, 2006
- La Mort du Mahatma Gandhi, Vitrolles, Éd. La Neuvième Licorne, 2008
- Il existe un azur, Clamart, Éd. La Licorne Ailée, 2010

[1] Aucune trace de cette première publication n’a été retrouvée. L’année de publication, 1939, figure dans la liste des ouvrages de F. Brousse présente dans Isis-Uranie (1976), L’Angélus des Rêves (1978), Ivresses et Sommeils (1980). Cette année d'édition demeure cependant hypothétique.
[2] Aucune trace de cette publication n’a été retrouvée mais l’année de publication, 1940, figure dans la liste des ouvrages de F. Brousse présente dans L’Ordre de l’Étoile polaire et Celui qui vient (1974), Isis-Uranie (1976), L’Angélus des Rêves (1978), Ivresses et Sommeils (1980), La Trinosophie de l’étoile Polaire (1984, p. 20 ; 1990, p. 20). Cette année d'édition demeure cependant hypothétique. Seules ont été retrouvées les éditions de 1943 et celle enrichie de 1957.

### Essais
La plupart des ouvrages cités ci-dessous a été publié ou bien réédité par les Éditions de la Licorne Ailée.
- La Chute de l’aigle allemand – Poèmes écrits sous l’Occupation allemande, Perpignan, Imp. Sinthe et Co., 1944 (Réédité sous le pseudonyme de Charles Amazan dans L’Avenir des Peuples – Étude sur les destinées du monde, Perpignan, Imp. Sinthe & Co, 1945)
- L’Avenir des peuples – Étude sur les destinées du monde, Perpignan, Imp. Sinthe et Co., 1945 (Publié sous le pseudonyme de Charles Amazan)
- Le Secret des tombes royales, Revue Destins, No 16 à 27, mai 1947 à mai 1948 (Rééd., Clamart, La Licorne Ailée, 1991)
- Ézéchiel, mage chaldéen, Perpignan, Imp. Viers, 1955 (Réédité par La Licorne Ailée dans Les Secrets kabbalistiques de la Bible en 1987)
- La Lune, fille et mère de la Terre, Revue Sources Vives, No 5, Perpignan, 1958 (Rééd., Clamart, La Licorne Ailée, 1992)
- Antoine Orliac, poète martiniste, Revue Sources Vives, No 8, Perpignan, 1958
- De Pythagore à Camille Flammarion, Revue Sources Vives, No 14, Perpignan, 1960 (Rééd., Clamart, La Licorne Ailée, 1991)
- Une torche aux astres allumée, Revue Sources Vives, No 21, Perpignan, 1961 (Rééd., Clamart, La Licorne Ailée, 1989)
- Lamennais et le Christianisme universel, Paris, Éd. du Scorpion, 1963
- Sub Rosa – Pensées sans entrave, Revue Sources Vives, No 30, Perpignan, 1964 (Rééd., Clamart, La Licorne Ailée, 2013)
- Les Clés de Nostradamus, Revue Sources Vives, No 32, Perpignan, 1965 (Réédité par La Licorne Ailée dans Nostradamus ressuscité, t. II, Clamart, La Licorne Ailée, 1997)
- Les Secrets kabbalistiques de la Bible, I, Amos, le pâtre visionnaire, Paris, Éd. Le Courrier du Livre, 1968 (Réédité par La Licorne Ailée dans Les Secrets kabbalistiques de la Bible en 1987)
- Zoroastre, l’Apôtre du Soleil, Perpignan, Imp. Labau, 1972 (Rééd., Clamart, La Licorne Ailée, 1989)
- L’Ordre de l'étoile Polaire et Celui qui vient, Perpignan, Imp. Labau, 1974 (Réédité par La Licorne Ailée dans La Trinosophie de l'étoile Polaire en 1984, 1990, 2013)
- Isis-Uranie ou l’Initiation majeure, Perpignan, Imp. Labau, 1976 (Réédité par La Licorne Ailée dans La Trinosophie de l'étoile Polaire en 1984, 1990, 2013)
- Le Double Infini ou Histoire inconnue d’une société secrète, Perpignan, Imp. Labau, 1977 (Réédité par La Licorne Ailée dans La Trinosophie de l'étoile Polaire en 1984, 1990, 2013)
- René Espeut, biologiste et poète, Revue Sources Vives, No 34, Perpignan, 1979
- La Prophétie des papes, miroir du monde, Revue Sources et Flammes, Perpignan, 1981 (Rééd., Clamart, La Licorne Ailée, 2017)
- Les Visiteurs des millénaires – Le Comte de Saint-Germain, t. 1, Perpignan, Imp. Labau, 1982 (Rééd., Clamart, La Licorne Ailée, 1990 – Avec ajout d’évocations)
- Le Livre des révélations – t. 1, Clamart, Éd. La Licorne Ailée, 1982 (format A4) (Rééd., Clamart, La Licorne Ailée, 1992)
- Le Livre des révélations – t. 2, Clamart, Éd. La Licorne Ailée, 1982 (format A4) (Rééd., Clamart, La Licorne Ailée, 1992)
- La Trinosophie de l’étoile Polaire, Clamart, Éd. La Licorne Ailée, 1984 (2e éd. La Licorne Ailée, 1990 ; 3e éd., La Licorne Ailée, 2013), comprenant :

L’Ordre de l’étoile Polaire et de Celui qui vient (4e éd.)
Isis-Uranie ou l’Initiation majeure (4e éd.)
Le Double Infini (4e éd.)
- L’Arbre de vie et d’éternité ou une Nouvelle Forme de kabbale, Revue BMP, No 15-16-17 – sept.-oct.-novembre 1984 (Rééd., Clamart, La Licorne Ailée, 1992)
- Les Secrets kabbalistiques de Victor Hugo, Clamart, Éd. La Licorne Ailée, 1985 (2e éd., La Licorne Ailée, 2013)
- Spécial Victor Hugo, revue BMP, Clamart, Éd. La Licorne Ailée, 1985
- Les Secrets kabbalistiques de la Bible, Clamart, Éd. La Licorne Ailée, 1987, comprenant :

Moïse
Ézéchiel, mage chaldéen
Amos, pâtre visionnaire
Michée, le prophète scruté par un initié
- La Septième Erreur de l’humanité, Revue BMP No 44-45, mars-avril 1987 (2e éd., La Licorne Ailée, 1991)
- L’Astrosophie ou la Science divine des étoiles, Paris, Éd. Dervy-Livres, 1989 (2e éd. La Licorne Ailée, 1994)
- Les Mystères d’Apollon, Revue BMP No 32, févr. 1986 (2e éd., La Licorne Ailée, 1992)
- La Coupe d’Ogmios, Clamart, Éd. La Licorne Ailée, 1993
- L’Évangile de Philippe de Lyon, Clamart, Éd. La Licorne Ailée, 1994
- Par le soupirail du rêve, Clamart, Éd. La Licorne Ailée, 1996
- Nostradamus ressuscité, t. 1, Clamart, Éd. La Licorne Ailée, 1996
- Nostradamus ressuscité, t. 2, Clamart, Éd. La Licorne Ailée, 1997
- Le Yoga polaire, Clamart, Éd. La Licorne Ailée, 1997 (Rééd., Clamart, La Licorne Ailée, 2019)
- Nostradamus ressuscité, t. 3, Clamart, Éd. La Licorne Ailée, 1998
- Dans la lumière ésotérique, Clamart, Éd. La Licorne Ailée, 1999
- Commentaires sur l’Apocalypse de saint Jean, t. 1, Clamart, Éd. La Licorne Ailée, 2001
- Le Manifeste de la Quatrième Dimension, Vitrolles, Éd. La Neuvième Licorne, 2008
- Poésie langage de l’âme, Vitrolles, Éd. La Neuvième Licorne, 2008
- Les Conquérants reviviscents, Clamart, Éd. La Licorne Ailée, 2010
- Thot Hermès le prince de l’éternité, Clamart, Éd. La Licorne Ailée, 2010
- Philosophies, Clamart, Éd. La Licorne Ailée, 2011
- Le Livre du centenaire, Clamart, Éd. La Licorne Ailée, 2013
- Le Livre des visions : Propos de François Brousse recueillis et retranscrits par Monette Lecomte, Perpignan, Association Astrellis, 2013
- Commentaires sur les Proverbes de Salomon, t. 1, Clamart, Éd. La Licorne Ailée, 2015
- Commentaires sur les Proverbes de Salomon, t. 2, Clamart, Éd. La Licorne Ailée, 2015
- La Pensée chinoise, Clamart, Éd. La Licorne Ailée, 2017

### Romans
- Péhadrita parmi les étoiles, Levallois-Perret, Éd. La Licorne Ailée, 1983 (2e éd., Clamart, La Licorne Ailée, 2013)
- L’Abeille de Misraïm, Clamart, Éd. La Licorne Ailée, 1986 (2e éd., Clamart, La Licorne Ailée, 2013)
- Contes du gouffre et de l’infini, Clamart, Éd. La Licorne Ailée, 1988 (2e éd., Clamart, La Licorne Ailée, 2020)

### RevueBMP (Bulletin du maître polaire)
- Le Bulletin du maître polaire : cours de métaphysique, 1983-1984, t. 1, Clamart, Éd. La Licorne Ailée, oct. 2012, mars 2015 et févr. 2020
- Le Bulletin du maître polaire : cours de métaphysique, 1984-1985, t. 2, Clamart, Éd. La Licorne Ailée, novembre 2013 et mars 2015
- Le Bulletin du maître polaire : cours de métaphysique, 1985-1986, t. 3, Clamart, Éd. La Licorne Ailée, janvier 2015 et févr. 2020
- Le Bulletin du maître polaire : cours de métaphysique, 1986-1987, t. 4, Clamart, Éd. La Licorne Ailée, mars 2012, mars 2015 et févr. 2020
- Le Bulletin du maître polaire : cours de métaphysique, 1987-1988, t. 5, Clamart, Éd. La Licorne Ailée, févr. 2010 et mars 2015
- Le Bulletin du maître polaire : cours de métaphysique, 1988-1989, t. 6, Clamart, Éd. La Licorne Ailée, août 2009 et oct. 2017
- Le Bulletin du maître polaire : cours de métaphysique, 1989-1990, t. 7, Clamart, Éd. La Licorne Ailée, juin 2013, mars 2015 et févr. 2020
- Le Bulletin du maître polaire : cours de métaphysique, 1990-1991, t. 8, Clamart, Éd. La Licorne Ailée, févr. 2012, mars 2015 et févr. 2020
- Le Bulletin du maître polaire : cours de métaphysique, 1991-1992, t. 9, Clamart, Éd. La Licorne Ailée, mars 2012, mars 2015 et févr. 2020
- Le Bulletin du maître polaire : cours de métaphysique, 1992-1993, t. 10, Clamart, Éd. La Licorne Ailée, septembre 2001 et mars 2015
- Le Bulletin du maître polaire : cours de métaphysique, 1993-1994, t. 11, Clamart, Éd. La Licorne Ailée, oct. 2002 et mars 2015
- Le Bulletin du maître polaire : cours de métaphysique, 1994-1995, t. 12, Clamart, Éd. La Licorne Ailée, septembre 2003 et mars 2015
- Le Bulletin du maître polaire : cours de métaphysique, 1995-1996, t. 13, Clamart, Éd. La Licorne Ailée, oct. 2004 et mars 2015
- Le Bulletin du maître polaire : cours de métaphysique, 1996-1997, t. 14, Clamart, Éd. La Licorne Ailée, oct. 2005 et mars 2015
- Le Bulletin du maître polaire : cours de métaphysique, 1997-1998, t. 15, Clamart, Éd. La Licorne Ailée, oct. 2005 et mars 2015
- Le Bulletin du maître polaire : cours de métaphysique, 1998-1999, t. 16, Clamart, Éd. La Licorne Ailée, mars 2012 et mars 2015
- Le Bulletin du maître polaire : cours de métaphysique, 1999-2000, t. 17, Clamart, Éd. La Licorne Ailée, septembre 2008 et mars 2015
- Le Bulletin du maître polaire : cours de métaphysique, 2000-2001, t. 18, Clamart, Éd. La Licorne Ailée, septembre 2010
- Le Bulletin du maître polaire : cours de métaphysique, 2001-2002, t. 19, Clamart, Éd. La Licorne Ailée, septembre 2011 et mars 2015
- Le Bulletin du maître polaire : cours de métaphysique, 2002-2003, t. 20, Clamart, Éd. La Licorne Ailée, septembre 2012, mars 2015 et févr. 2020
- Le Bulletin du maître polaire : cours de métaphysique, 2003-2004, t. 21, Clamart, Éd. La Licorne Ailée, avril 2014, mars 2015 et févr. 2020
- Le Bulletin du maître polaire : cours de métaphysique, 2004-2005, t. 22, Clamart, Éd. La Licorne Ailée, janvier 2015 et févr. 2020
- Le Bulletin du maître polaire : cours de métaphysique, 2005-2006, t. 23, Clamart, Éd. La Licorne Ailée, oct. 2017
- Le Bulletin du maître polaire : cours de métaphysique, 2006-2007, t. 24, Clamart, Éd. La Licorne Ailée, juin 2018
- Le Bulletin du maître polaire : cours de métaphysique, 2007-2008, t. 25, Clamart, Éd. La Licorne Ailée, décembre 2019 et févr. 2020
- Le Bulletin du maître polaire : cours de métaphysique, 2008-2009, t. 26, Clamart, Éd. La Licorne Ailée, oct. 2019
- Le Bulletin du maître polaire : cours de métaphysique, 2009-2010, t. 27, Clamart, Éd. La Licorne Ailée, oct. 2019
- Le Bulletin du maître polaire : cours de métaphysique, 2010-2011, t. 28, Clamart, Éd. La Licorne Ailée, oct. 2019
- Le Bulletin du maître polaire : cours de métaphysique, 2011-2012, t. 29, Clamart, Éd. La Licorne Ailée, oct. 2019
- Le Bulletin du maître polaire : cours de métaphysique, 2012-2013, t. 30, Clamart, Éd. La Licorne Ailée, mai 2021

## Pour approfondir

### Aspects culturels
La biographie de Jean-Pierre Wenger François Brousse, l’Enlumineur des mondes a nécessité plus de cinq ans de recherche et permet de mettre en valeur la contribution de cet auteur au paysage littéraire du vingtième siècle.

### La poésie de François Brousse mise en scène
Conservatoire National de Région de Perpignan
- Montage poétique (1982) : 1 représentation (Perpignan) – Mise en scène de Josy Llop-Borrelli
- Le Livre des secrets (2005-2006) : 2 représentations (Perpignan) – Mise en scène de Josy Llop-Borrelli

Production La Licorne Ailée (92140, Clamart)
- Histoire d'une âme (1985-1988) : 7 représentations (Paris, Boulogne-sur-Mer, Perpignan)
- Le chant intérieur (1987) : 1 représentation (Paris)
- Devant l'éternité du Nil (1988-1998) : 7 représentations (Paris, Minieh-Égypte, Druyes-Yonne, Montpellier)
- Les maîtres de l'âme (1989) : 1 représentation (Paris)
- Rama aux yeux de lotus bleu (1993-1996) : 4 représentations (Paris & Région parisienne)
- Mahatma Gandhi (2008-2009) : 2 représentations (Perpignan, Castelnau-le-Lez) – Mise en scène de Jean-Jacques Charrière

Production La Compagnie Artistique Soleil (38000, Grenoble)
- Cœur d'une âme (1988) : 1 représentation (Perpignan)
- Voyage à travers le temps et les arts (1988) : 2 représentations (Grenoble)
- Poèmes et danses sacrés du ciel et de la Terre (1990) : 1 représentation (Perpignan)
- Akh-en-Aton, pharaon Soleil (1991-1994) : 4 représentations (Grenoble, Montpellier)

Production La Compagnie de l’Étoile (75014, Paris)
- La Vénus de Milo (1997-2005) : 17 représentations ([Paris, Villefranche-sur-Saône, Montpellier, Avignon (Festival OFF 1997)]  – Mise en scène de Jean-Jacques Charrière
- Le Poème de la Terre (1999-2000) : 14 représentations [(Paris, Montpellier, Avignon (Festival OFF 1999)]  – Mise en scène de Jean-Jacques Charrière
- Les Pages de l'amour (1999-2000) : 4 représentations (Paris, Montpellier, Lyon)– Mise en scène de Zahia Lebtahi
- Regard d'ange (2000-2001) : 11 représentations (Paris) – Mise en scène de Thierry Devaye
- Le Chant cosmique de Merlin (2005) : 1 représentation (Paris)
- La Mésaventure de Méphistophélès (2006-2007) : 21 représentations (Perpignan, Paris) – Mise en scène de Jean-Jacques Charrière
- Gandhi, l’astre des sages (2007-2008) : 19 représentations [Paris, Avignon (Festival OFF 2008)]  – Mise en scène de Élisabeth Martin-Chabot

### Commémoration octobre 2005
La Compagnie de l’Étoile a organisé au Centro Espagnol de Perpignan une Commémoration (25 et 26 oct. 2005) autour de la pensée de François Brousse, à l’occasion des dix ans du décès de celui-ci (25 octobre 1995). Cet événement, relayé par la presse perpignanaise, a célébré le penseur roussillonnais avec la réalisation d’un documentaire François Brousse évoqué par ses amis, une Exposition François Brousse, son œuvre et la presse, de nombreuses conférences, causeries, impromptus poétiques et la parution de la biographie François Brousse l'Enlumineur des Mondes.

### François Brousse à la Médiathèque de Perpignan (2006)
François Brousse, son œuvre et la presse (Production La Compagnie de l’Étoile) est l’exposition qui a eu lieu à la Médiathèque de Perpignan (décembre 2006 – janvier 2007) sur cette figure incontournable du pays, un parmi « les 500 qui ont fait le Roussillon » selon La Semaine du Roussillon (no 500, novembre 2005).

### Centenaire de la naissance de François Brousse (2013)
Ce centenaire a eu lieu à Perpignan, ville natale de l'auteur, et a célébré un enfant du Roussillon, un poète, un penseur, un écrivain, un orateur qui aurait eu cent ans le 7 mai 2013. Ces manifestations se sont déroulées du 17 avril au 15 juin avec pour temps fort la semaine du 4 au 11 mai 2013 dans différents lieux emblématiques de la ville, avec des lectures, des conférences et autres rencontres, des spectacles poétiques et représentations théâtrales, des expositions et des projections vidéo. L'événement a été couvert par la presse locale.
Quatre expositions ont été réalisées et présentées à cette occasion :
- « Rencontre avec François Brousse, poète et philosophe », du 4 mai au 8 juin 2013, Médiathèque de Perpignan
- « Les 24 Figures primordiales ou Tarots de François Brousse », du 11 mai au 15 juin 2013, Station Coworking (Perpignan)
- « Victor Hugo vu par François brousse », du 17 avril au 13 mai, Théâtre de l’Archipel (Perpignan)
- « François Brousse Poète idéaliste », du 4 mai au 25 mai, Passage Doisneau (Perpignan)

Quatre projections vidéo de François Brousse ont été également proposées :
- Projection vidéo, conférence de François Brousse, 3 mars 1988, Centro espagnol (Perpignan)
- « Entretiens avec François Brousse », Centro espagnol (Perpignan)
- Projection vidéo, conférence de François Brousse, 5 février 1987, Station Coworking (Perpignan)
- Projection vidéo, Conférence de François Brousse, 2 avril 1987, Institut Jean Vigo (Perpignan)

Pour plus d'infos, https://un-sage-de-bonne-compagnie.fr/centenaire-2013

### Filmographie
- François Brousse évoqué par ses amis, film documentaire (45 minutes) réalisé par HARLAY Thomas, Production La Compagnie de l’Étoile, Suresnes, 2005. Projection en avant-première au Centro Espagnol de Perpignan dans le cadre de la Commémoration des dix ans de la mort de François Brousse en 2005.
- François Brousse un sage de bonne compagnie, film documentaire (80 minutes) réalisé par HARLAY Thomas, Production La Compagnie de l’Étoile, Paris, 2009. Projeté une première fois à l’occasion de l’Exposition François Brousse Son œuvre et la presse à la Médiathèque de Perpignan en décembre 2006, ce film a été finalisé en avril 2009.
- Une édition DVD, François Brousse un sage de bonne compagnie (Parution, quatrième trimestre 2009, production La Compagnie de l'Étoile), regroupe ces deux films.

### Sites Internet
- Le site de La Licorne Ailée est le site éditeur pour se procurer les œuvres de François Brousse.
- Le site Un sage de bonne compagnie est le site de référence consacré à l'œuvre et à la pensée du poète et philosophe François Brousse.
- Le site du Centenaire François Brousse est le site créé en 2013 pour couvrir l'ensemble des événements, rencontres, spectacles, expositions, de cette grande manifestation à Perpignan.
- L'association La Compagnie de l’Etoile a pour ambition essentielle de promouvoir la poésie. Elle a monté des spectacles, organisé des lectures publiques, animé des cafés poétiques, produit des vidéos, réalisé des expositions, donné quelques conférences. Elle s'est particulièrement intéressée à la mise en scène des textes de François Brousse.